# Комунізм

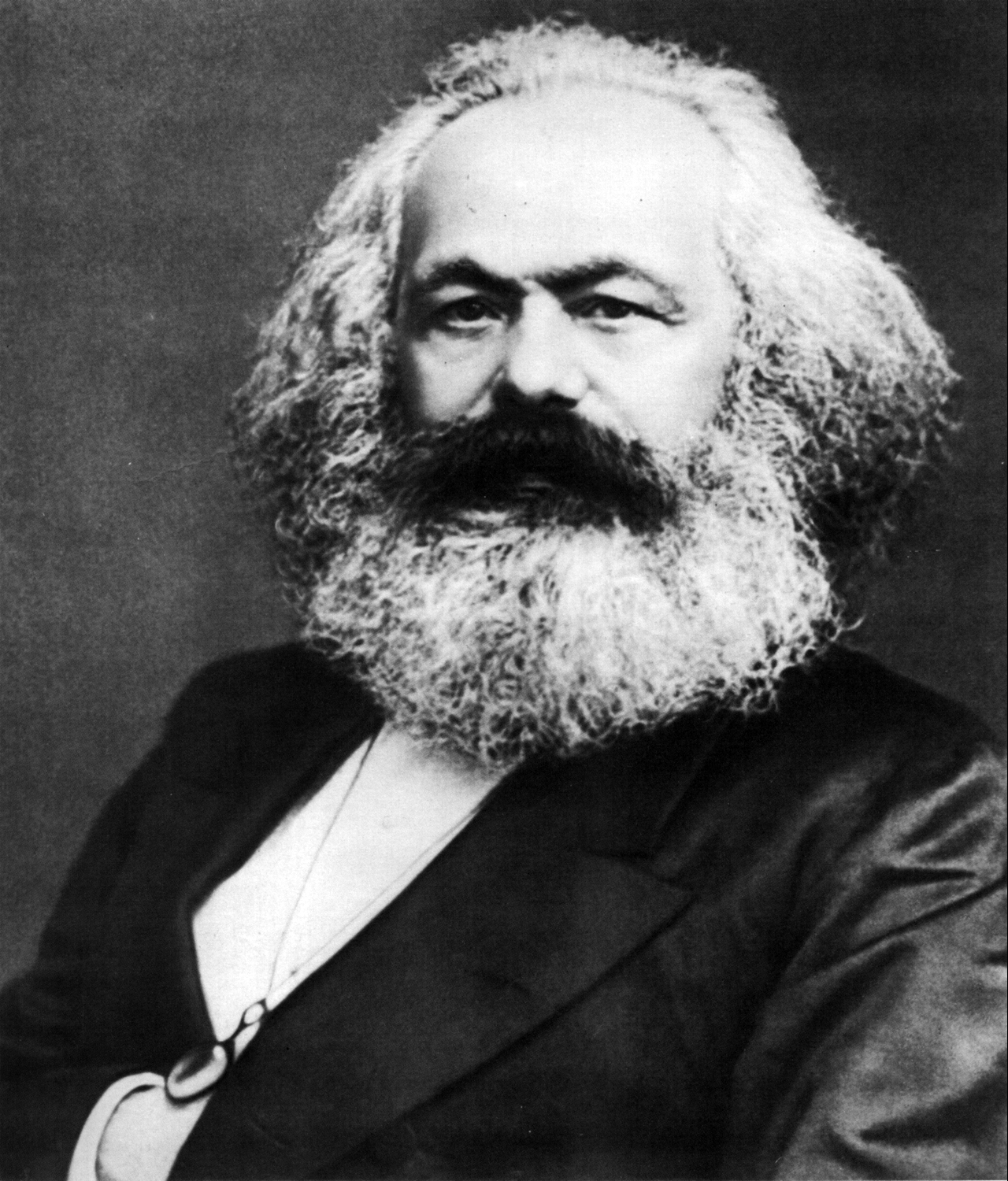
Карл Маркс

Комуні́зм (від лат. communis та фр. communisme — (від лат. commūnis «загальний») — теоретичний суспільний і економічний лад, заснований на суспільній власності на засоби виробництва, чим забезпечується соціальна рівність. Також комунізмом часто називають вкрай ліву ідеологію, яка проголошує своєю метою побудову комуністичного суспільства. У цьому контексті поєднуються різні школи та течії, які включають марксизм, соціальний анархізм (анархо-комунізм), а також близькі до них політичні ідеології.
На практиці такого ладу ніколи не існувало, проте термін «комуністична держава» застосовувався західною пресою до СРСР і країн, які оголосили себе або вважалися соціалістичними.
Згідно з роботами основоположників марксизму, комунізм передбачає наявність високорозвинених продуктивних сил, відсутність держави, грошей і поділу суспільства на соціальні класи. Передбачається, що все це стане можливим при поширенні суспільної власності на засоби виробництв.

## Від зародження ідеї до ХХІ сторіччя
В новий час, в XIX ст. внаслідок впливу Французької революції з її гаслами загальної «Свободи, Рівності та Братерства», скасування соціальної нерівності людей та побудови безкласового та безвладного суспільства через скасування приватної власності, або, щонайменше, власності на засоби виробництва. Розвиток цих ідей у Європі привів на кінець XIX ст. до формування окремої спеціальної теорії — «комунізму». Класиками її вважаються К.Маркс та Ф.Енгельс. Їх послідовниками у XX ст., що втілювали ідеї класиків на практиці, додаючи чимало від себе, вважаються такі політичні діячі: В. Ульянов (Ленін), Л. Бронштейн (Троцький), Й. Джугашвілі (Сталін), Мао Дзедун та ін. Першими ідеї комунізму спробували втілити у Франції (1871 р.), а вже потім Більшовики в СРСР.
В наш час, з точки зору власної апологетики, комунізм — це суспільний лад (або особлива суспільно-економічна формація), що ґрунтується на усуспільненні засобів виробництва; це також наукове і філософське вчення про майбутнє безкласове суспільство, в якому відсутня приватна власність на засоби виробництва та експлуатація людини людиною; а також це практика втілення цього вчення у життя.
З точки зору критики ідея комунізму вважається утопією, спроба втілення якої у життя у XX столітті (так званий «комуністичний експеримент») коштувала світовому людству кілька сотень мільйонів людських жертв.
Внаслідок існування комуністичних режимів найбільше постраждали, як в абсолютному, так і у відносному значенні, населення таких країн, як СРСР (нині це Казахстан, Україна, Росія та ін.), Китай («культурна революція», «великий стрибок»), Камбоджа (диктатура «червоних кхмерів»), В'єтнам, Північна Корея, Куба та багато інших.
Комуністична державна політична практика зазнала засудження в більшості країн Європи, де раніше існували «комуністичні» політичні режими. З цього приводу зокрема була прийнята Резолюція Ради Європи № 1481 щодо засудження комунізму.
Різноманітні форми комунізму умовно поділяються на:
- суспільно-політичні вчення та філософію (див.: марксизм);
- політичну ідеологію та доктрину (див.: «науковий комунізм», «реальний соціалізм»);
- політичні рухи, партії, державні утворення та міждержавні угрупування (блоки), що ідентифікували себе як «комуністичні», (див. КПРС, КПК та ін.).

## Історія комуністичних ідей

### Ранні етапи становлення комуністичних ідей
Перші комуністичні ідеї проголошувалися ще в античній Греції, зокрема, у творах Платона і Арістотеля. Платон, виступаючи проти софістів, відстоював ідею Всезагального Блага, що була центральною в його розумінні держави взагалі та ідеальної (в платонівському розумінні) держави зокрема. Заради Загального Блага в ідеальній державі Платона заборонена приватна власність. Арістотель у творі Політика критикував ідеї Платона і відстоював необхідність приватної власності, проте висунув не менш важливу для становлення комунізму ідею зняття суспільного розподілу праці за віком, та ідею того, що суспільство має створювати умови кожному громадянину для універсального розвитку. Саме тому 8 книга Політики присвячена вихованню.
Раннє християнство також висувало коло ідей, що мали значення для становлення комунізму. Воно було релігією рабів, що прагнуть до знищення свого рабського становища. Саме тому, рівність людей, що проголошувалась у ранньому християнстві, розумілася як рівність перед Богом, в той же час кожну людину визначали як раба божого.

### Просвітництво та утопічний соціалізм
Історія комуністичних ідей тісно пов'язана із загальною історією європейського суспільства: історія, що витворюється у контексті робітничого соціалізму, тобто у зв'язку з репрезентацією економічних протиріч суспільства та з антропологією праці — від Фур'є до Маркса та Енгельса. Сучасне розуміння комунізму має своє коріння у гуманістичних ідеях представників французького просвітництва. Французькі просвітники, зокрема Ж. Ж. Руссо дійшли до розуміння нерівності людей як нерівності власності. Загальна гуманістична спрямованість ідей, які розвивали просвітники, викристалізувалась у гаслі французької революції «Свобода, рівність, братерство». Ці ідеї мали значний вплив на становлення французького соціалізму, що був важливою сходинкою становлення теорії комунізму. Критика суспільства приватної власності є невід'ємною частиною розвитку комуністичних ідей. Комунізм як ідейне вираження історичної необхідності подолання приватної власності на засоби виробництва, на перших порах виступає як розповсюдження відносин приватної власності на все суспільство.
Найяскравішими представниками французького соціалізму були Анрі Сен-Сімон та Шарль Фур'є.
Сен-Сімон висував ідею суспільства, що управляється на засадах розуму, розвитку науки та промисловості. В цьому він є послідовником просвітництва, який послідовно проводить ідеї своїх попередників в дещо інших суспільних умовах. Ґрунтуючись на таких засадах, Сен-Сімон висунув ідею про те, що політичне управління людьми має перетворитися у розпорядження речами і процесами виробництва, тобто висуває думку про необхідність скасування держави. За Сен-Симоном промислове виробництво та, відповідно, промислова праця є основою суспільного багатства та суспільного розвитку. І Сен-Сімон відповідно до цього виступає за панування промисловців і поліпшення становища робітників
Шарлю Фур'є першому належить думка, що в суспільстві ступінь емансипації жінки є природним мірилом загальної емансипації суспільства. Весь попередній хід історії він поділяє на чотири щаблі: дикість, патріархат, варварство і цивілізація. Остання збігається у нього з буржуазним суспільством. Фур'є критикував цивілізацію проголошуючи, що цивілізація надає складну лицемірну форму існування всякому пороку, який практикувало варварство, але в більш простому вигляді, а також стверджував, що у цивілізації джерелом бідності є багатство.
У цьому контексті варто згадати здобуток Роберта Оуена. Він не лише висловлював комуністичні ідеї, а й спробував їх втілити, намагаючись створити умови для повноцінного життя та розвитку робітників Нью-Ланарка. Оуен вбачав основу майбутніх суспільних перетворень у прогресі технологій, які служать лише для збагачення одиниць і поневолення трудящих мас. Він вважав, що їх можна використовувати не для збагачення, а на користь суспільству. Таке використання та суспільна власність дозволять створити умови де люди будуть працювати заради спільного добробуту. На думку Оуена на заваді подальшого розвитку суспільства стоять приватна власність, релігія і існуюча форма шлюбу. Він також зробив внесок у розвиток робітничого руху у Англії.

### Марксизм
Подальший розвиток комунізму як ідейної течії потрібно розглядати в контексті марксизму. Карл Маркс розвивав сучасне розуміння комунізму починаючи з критики комунізму та послідовного її проведення. Маркс критично переосмислив утопічний «грубий та непродуманий комунізм» . Для такого грубого комунізму спільність є лише спільністю майна, а рівність — рівність заробітної платні, в той час як суспільство виступає стосовно окремих членів як капіталіст, що володіє суспільним багатством на засадах приватної власності. На думку Маркса, таке скасування приватної власності в межах ідей грубого комунізму не є її подоланням. Саме тому такий комунізм, як послідовне вираження приватної власності заперечує особистість людини та намагається абстрагуватися від усього чим люди не можуть володіти на засадах приватної власності. Грубий комунізм, за твердженням Маркса, є породженням «усесвітньої заздрості». Натомість істинний комунізм є позитивним скасуванням принципу приватної власності, експлуатацією людини людиною та відчуженням людини від власної сутності. К. Маркс висував ідею комунізму як суспільства, де лише тільки і можливий універсальний, вільний розвиток особистості. Останньою фразою «Маніфесту комуністичної партії» К.Маркс і Ф.Енгельс у 1844 році проголошують: «На місце старого буржуазного суспільства з його класами і класовими протилежностями приходить асоціація, в якій вільний розвиток кожного є умовою вільного розвитку всіх» .
Комунізм як подолання приватної власності за Марксом водночас є збереженням усього багатства попереднього розвитку, усіх здобутків суспільства приватної власності. Для комунізму мають бути розвинені всі сутнісні сили людини, які можуть виникнути як світ речей. Передумови для цього створює приватна власність, що, розвиваючись, призводить до панування суспільних відносин капіталу та найманої праці. Постійно прагнучи до збагачення, капітал розвиває засоби виробництва, і створює матеріальні передумови для розвитку багатої індивідуальності, яка за інших суспільних відносин може бути однаково всебічна і в своєму виробництві, і в своєму споживанні. Ці матеріальні елементи є умовою того, що праця виступатиме вже не як праця, а як повний розвиток універсальної діяльності кожної людини. Це є необхідною основою переходу людства на якісно новий, власне людський, рівень розвитку, початок справжньої історії людства. Становлення комунізму, на думку Маркса, є поверненням людини до самої себе як людині суспільної. Саме тому подолання приватної власності розуміється як подолання відчуженого характеру праці, тобто — суспільного розподілу праці.

## Марксистське розуміння комунізму

### Виробництво при комунізмі
Комунізм за Марксом не є суспільно економічною формацією, а навпаки є виходом за межі формацій, тобто такого стану, коли матеріальне виробництво визначає суспільне життя. Комунізм навпаки передбачає свідому побудову людьми суспільних відносин, наукове ставлення людства до свого власного прогресивного відтворення, та людину як головну мету суспільного виробництва, а також найповніший розвиток особистості у вільній асоціації людей. А це означає, що всю речоподібну нетворчу працю за людей мають виконувати речі — уся сукупність технологій, створених людиною. Людина таким чином виводиться за межі виробництва речей, у якому вона сама виступає як річ, і стає над ним. Маркс розвивав ідею автоматичної фабрики. У руслі цієї ідеї працював радянський кібернетик В. М. Глушков, розробляючи загальнодержавну автоматизовану систему управлінні економікою.
У комуністичному суспільстві відмирають усі класові відносини, у тому числі і держава, яка, згідно з марксизмом, є апаратом пригноблення одного класу іншим. З цієї точки зору вислів «комуністична держава» позбавлений сенсу. Маркс виступав проти розуміння комунізму як усуспільнення бідності. Комуністичне суспільство розуміється як суспільство творчої праці без норми і винагороди, та комуністичного достатку, коли усі предмети споживання однаково доступні для всіх у будь-якій кількості, що передбачає матеріальне благополуччя кожного члена суспільства на базі розвинутих технологій.

### Поняття рівності людей при комунізмі
Рівність людей при комунізмі розуміється не як нівелюванням відмінностей між ними. Навпаки комуністична рівність полягає у тому, що вона є умовою розвитку індивідуальності усіх членів суспільства. Рівність полягає у тому, що суспільство однаково для всіх створює умови для всебічного розвитку здібностей та здатностей, таланту, та піднімає кожного на передній щабель людської культури. Такий рівень розвитку членів суспільства дозволить їм займатися будь-якою діяльністю. Це є не лише результатом, а і умовою суспільного виробництва при комунізмі, умовою розвитку діяльності, як способу буття людини. Комуністичне суспільство розуміється як суспільство розумних, здорових, творчих, універсально розвинутих особистостей, рівень загальної культури яких дозволятиме в процесі свого життя з легкістю опановувати нові види діяльності та переходити від одного виду цікавої для них суспільно-необхідної діяльності до іншого. У цьому на думку теоретиків комунізму полягає подолання протиріччя між універсальною сутністю людини та обмеженим однобічним існуванням людських індивідів у класовому суспільстві.

## Школи

### Марксистські школи

#### Чучхе
Кімірсенізм був вперше презентований Кім Чен Іром на початку 1970-х разом з ідеєю про «Десять принципів побудови монолітної ідеологічної системи.» Одночасно було запущено кампанію по кімірсенізації усього суспільства, яка мала зміцнити позиції Кім Чен Іра у Робітничій Партії Кореї. У промові 1976 року він говорив про «Ідею чучхе, революційну теорію та методи управління, які на ній базуються». До того часу вчення Кім Ір Сена розглядалось як різновид марксизму-ленінізму, однак політика Кім Чен Іра вивела його на новий рівень поряд зі сталінізмом, маоїзмом та ходжаїзмом. Пізніше Кім-молодший оголосив, що марксизм-ленінізм застарів, і вчення чучхе має зайняти його місце.

#### Албанський марксизм-ленінізм
Лідер албанського комунізму Енвер Ходжа, з одного боку, ідеалізував СРСР сталінського періоду, але з іншого — виступав проти радянського соціал-імперіалізму періоду Хрущова і Брежнєва, проти радянської агресії в Чехословаччині та Афганістані (заднім числом албанські комуністи засудили також і радянську інтервенцію в Угорщині в 1956 році).

#### Єврокомунізм
В 1970-х — 1980-х роках термін єврокомунізм використовувався для позначення помірних, реформістських комуністичних партій Західної Європи. Ці партії не підтримали СРСР в його антигуманній та загарбницькій політиці. Такі партії були політично активні і мали значний виборчий електорат в таких країнах як Італія (Італійська комуністична партія), Франція (Французька комуністична партія) та Іспанія (Комуністична партія Іспанії).

### Немарксистські школи

#### Християнський комунізм
Християнський комунізм — одна із форм релігійного комунізму заснована на християнстві. Це богословські і політичні течії засновані на думці, що вчення Ісуса Христа має змусити християн до підтримки комунізму як суспільного ладу. Хоча не існує єдиної думки коли зародився християнський комунізм, багато християнських комуністів стверджують, що є докази із Біблії про те, що перші християни, у тому числі і апостоли створили власне невелике комуністичне суспільство у перші роки після смерті і воскресіння Христа.
Християнський комунізм можна розглядати як радикальну форму християнського соціалізму. Християнські комуністи можуть не погоджуватися з різними частинами марксизму, але як і марксисти вони вважають, що капіталізм заохочує негативні аспекти людської природи, витісняючи такі цінності, як милосердя, доброту, справедливість на користь жадібності, егоїзму та сліпому честолюбству.

## Комунізм як ідеологія
Комунізм як суспільна ідея набув популярності, по-перше, у країнах Західної Європи (особливо у Франції) в середині 19 століття у колах інтелігенції та декласованої міської бідноти під час так званих «буржуазних революцій». Ідея комунізму як політичного руху була сформульована К.Марксом і Ф.Енгельсом у «Маніфесті Комуністичної партії» в 1848 році та в пізніших працях. У прогнозній складовій під комунізмом розуміють «дійсний рух з подолання нинішнього стану речей», тобто перетворення суспільних відносин на шляху до безкласового суспільства рівності.
- Безкласовий стан суспільства (див. первісний комунізм, докласовий або достановий суспільний лад).
- Перехідний лад соціальної організації суспільства, в якому панує державна власність на засоби виробництва та планова економіка, за умов широкої низової демократії робітничого класу («диктатура пролетаріату»).
- Теоретична концепція майбутнього безкласового суспільства, бездержавної суспільної організації (див. марксизм, «науковий комунізм»), що ґрунтується на спільному володінні засобами виробництва. Він виходить з принципу:
«від кожного — за здібностями, кожному — за потребами».
- Політичне утопічне вчення та програма політичних партій і рухів, що безпосередньо походить з цієї концепції прикметними рисами якої є зокрема атеїзм та глобалізація на класовій основі.

## Комунізм як політична доктрина
Комунізм також позначає розмаїті політичні рухи, що борються за встановлення, з одного боку, безкласового та бездержавного суспільства, а з другого — борються проти капіталістичної експлуатації та проти економічного відчуження класу пролетаріату.
Серед комуністів існує значна кількість інтерпретацій, двома найголовнішими з них є марксизм та анархізм. Перше розділення в комуністичному русі відбулося між марксизмом та анархізмом під час Першого Інтернаціоналу (1864—1876). Тоді ідеї комунізму стали нерозривно пов'язуватись з ученням Карла Маркса та Фрідріха Енґельса. У часи I, II, III Інтернаціоналів домінувало переконання, що комунізм — це суспільно-економічна формація, що приходить на зміну капіталізму. Першою, нижчою фазою комунізму є соціалізм. На етапі соціально-економічної зрілості соціалістичного суспільства відбувається поступовий перехід до комунізму.
У XX ст., зокрема після Жовтневої революції 1917 р. в Росії, вплив на світовий політичний порядок мають більше марксисти (безпосередньо через «Маніфест комуністичної партії» або опосередковано — марксизм-ленінізм), аніж анархісти. Разом зі встановленням СРСР і т. зв. «соціалістичним табором», а особливо разом з перемогою сталінізму, затверджується режим державного комунізму, що суперечить принципам та завданням комунізму (див. сталінізм, державний капіталізм). Сталінський «термідор», що заперечує принципи «перманентної революції» на користь «соціалізму в окремо узятій країні», систематично критикують революційні марксисти (троцькізм). Класова боротьба відіграє центральну роль в марксизмі. Згідно з цією теорією, встановлення комунізму відповідає кінцю будь-якої класової боротьби, а класовий розподіл людей зникає.

## Поняття, що формуються з використанням терміна «комунізм»

### Первісний комунізм
Під первісним, або примітивним комунізмом в першу чергу розуміють марксистські погляди на ранні форми людського (суспільного) життя, в якому немає поділу праці і тому невиражений класовий поділ, а всі життєво необхідні речі знаходяться в загальносуспільній власності, користуванні.
Але чи був насправді примітивний комунізм загальною стадією (етапом) ранньо-історичної еволюції людства — в історичній науці залишається сумнівним, невизнаним.

### Утопічний комунізм
Класичним вираженням цього виду комунізму може служити робота Томаса Мора «Утопія» (1516), в якому малюється ідилічна картина примітивного комунізму, що протиставляється феодалізму. До XVII століття формуються нові, більш розвинуті версії утопічного комунізму, виражені в поглядах Мельє, Мореллі, Бабефа, Вінстенлі. Свого апогею утопічний комунізм досяг у XIX столітті в концепціях Сен-Сімона, Фур'є, Оуена, Чернишевського.

### Воєнний комунізм
Офіційна назва економічної практики партії більшовиків в Росії під час Громадянської війни на території Росії в 1918—1921 роках. Основною метою було забезпечення населення промислових міст і робітничо-селянської Червоної Армії зброєю, продовольством та іншими необхідними ресурсами — в умовах відсутності легітимної влади в країні та зламу звичайних економічних механізмів управління господарством. Основними заходами військового комунізму були: націоналізація банків та промисловості, введення трудової повинності, продовольча диктатура на основі насильної продрозкладки і введення пайкової системи, монополія на зовнішню торгівлю. Рішення про припинення військового комунізму було прийнято 21 березня 1921, коли на X з'їзді РКП(б) був введений НЕП.

## Комунізм і терор

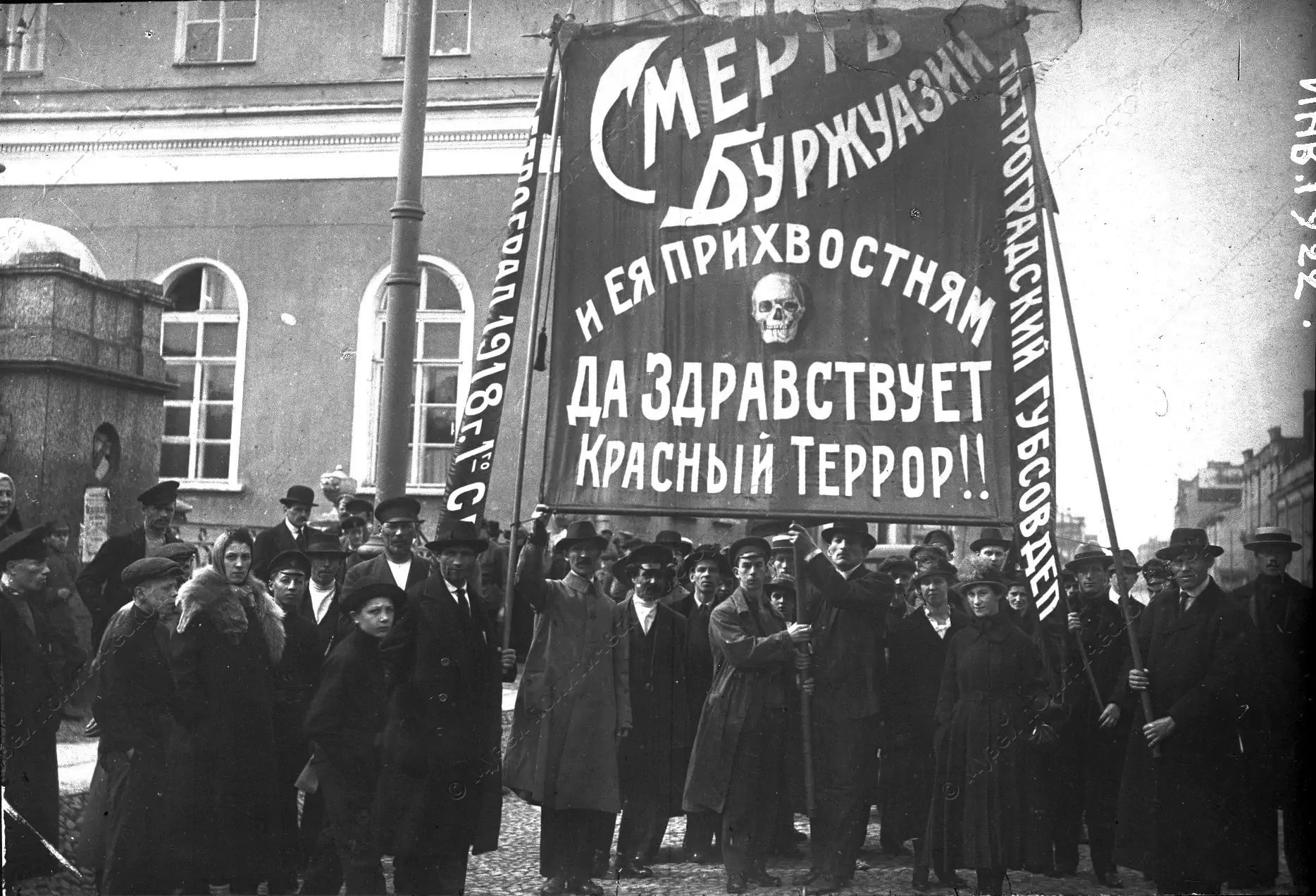
Похорон Мойсея Урицького, Петроград. Напис на транспаранті: «Смерть буржуазії та її посіпакам. Хай живе червоний терор!».

У низці країн, чиї уряди оголовушали себе комуністичними, державна політика нерідко супроводжувалася політичним насильством. У Радянській Росії 1918 року було прийнято «Декрет про червоний терор», у якому насильство розглядалося як необхідний засіб для збереження нового ладу. Згодом політика червоного терору поширилася на інші радянські республіки. Комуністична діячка Роза Люксембург у 1918 році висловлювала застереження щодо методів більшовиків, наголошуючи на важливості демократичних процесів у соціалістичному русі. 
В СРСР після приходу до влади Йосипа Сталіна практика жорсткого контролю, супроводжуваного репресіями, набула системного та масового характеру. Лев Троцький, що відіграв одну з ключових ролей у Жовтневому перевороті та був автором книги «Тероризм і комунізм», пізніше критикував сталінську систему управління, вбачаючи в ній згортання революційних перетворень. Критикував сталінський курс і Микола Бухарін, виступаючи проти примусової колективізації та репресивних методів управління. За різних обставин, і Троцький, і Бухарін були вбиті сталінським режимом. 
Низка дослідників стверджують, що реалізація Думки Мао в Китаї потягла за собою від 30 до 80 мільйонів смертей у мирний час через Культурну революцію, антиправу кампанію 1957–1958 років і Великий стрибок уперед. Разом з тим, критикуючи дискурси щодо смертей внаслідок імплементації Думки Мао, академіки Крістіан Сорас, Іван Франескіні та Ніколас Лубер зауважують, що ці дискурси приписують відповідальність за смерті у способи, які не є типовими для дискурсів щодо інших ідеологій, таких як лібералізм.
Часто режим Червоних кхмерів у Камбоджі кличуть копією маоїстського режиму, однак самі маоїсти та марксисти загалом стверджують, що Комуністична партія Кампучії сильно відхилилася від марксистської доктрини, а кілька посилань на маоїстський Китай у пропаганді КПК були критичними щодо китайців.

## Критика комунізму

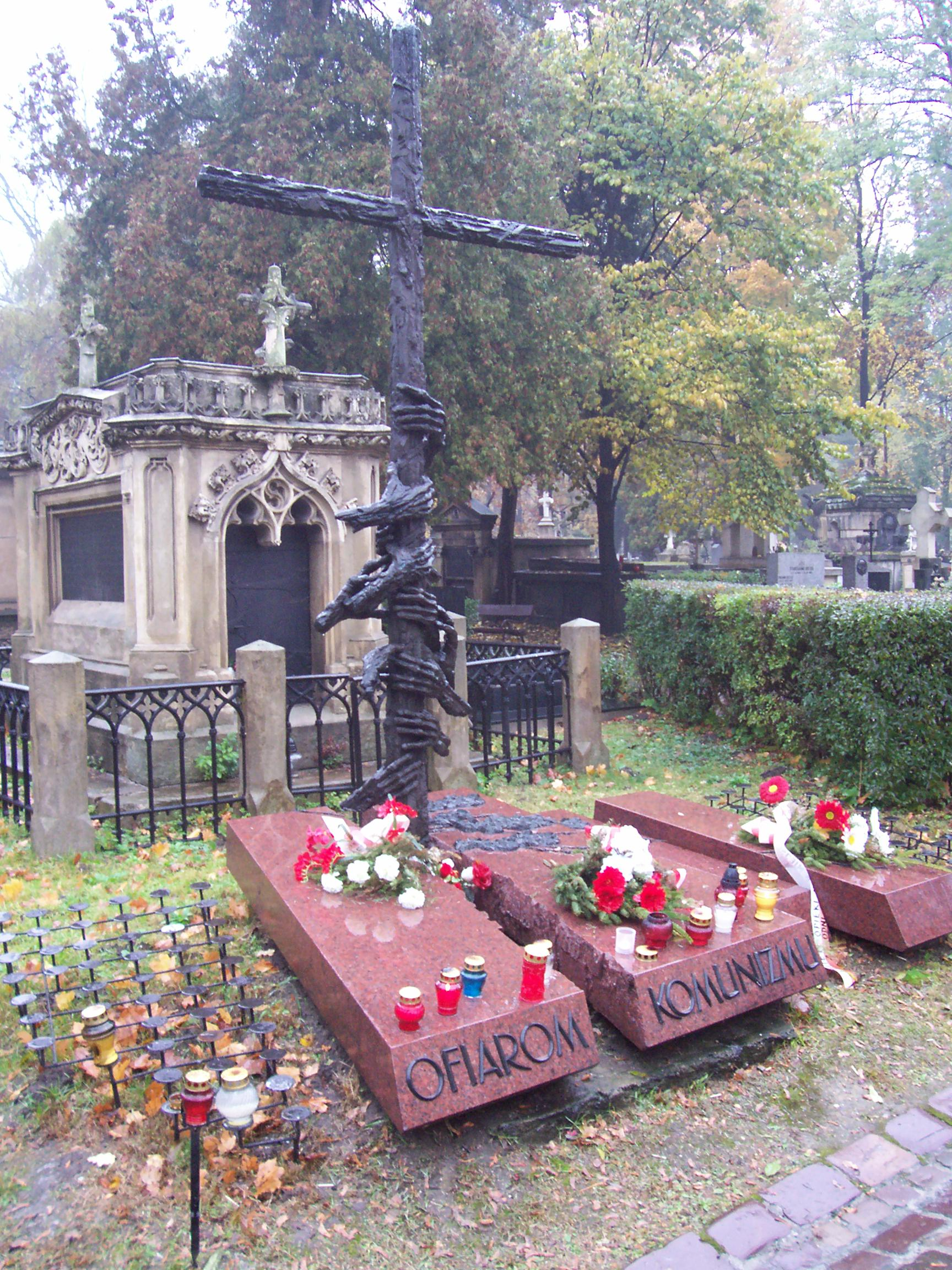
Пам'ятник «Жертвам комунізму» у Кракові, Польща

Починаючи з енцикліки Папи римського Бенедикта XV в 1920 році Bonum Sana і низкою наступних офіційних документів, що видавалися головами католицької церкви, комунізм засуджувався Папами за атеїзм, прагнення до руйнування соціального порядку в суспільстві і підрив основ Християнської цивілізації.
Існує певна подібність та спорідненість фашизму та комунізму за багатьма ознаками.
Людвіг фон Мізес — економіст Австрійської школи, захисник ідей класичного лібералізму і критик комуністичних ідей писав:
Що стосується економічної політики, то соціалізм і комунізм ідентичні.
Розумна монетарна політика є одним з найголовніших засобів, щоб зірвати підступні схеми комунізму.

Такі книги, як «Чорна книга комунізму» та «Криваві землі», легітимізували дискусії щодо порівняння нацизму та сталінізму, а також, у ширшому сенсі, комунізму загалом.

### Осуд у законодавчих актах посткомуністичних країн
Після припинення існування СРСР, посткомуністичні країни Західної Європи засудили комуністичний режим на офіційному рівні. У Чехії 1993 року був прийнятий Закон про протиправність комуністичного режиму і опору проти нього, в якому зокрема комуністичний режим був названий «злочинним, нелегітимним і неприйнятним». Подібний закон 1996 року прийняв і Словацький парламент
Конституція Польщі від 1997 року містить статтю, що забороняє існування організацій, що проповідують «тоталітарні методи і практики діяльності нацизму, фашизму і комунізму», а комуністичні злочини фігурує як законодавчий термін.
12 травня 2005 року Сейм Латвії прийняв "Декларацію про осуд тоталітарного комуністичного окупаційного режиму Союзу Радянських Соціалістичних Республік, що здійснювався в Латвії. Того ж року сейм Латвії прийняв спеціальний закон, що забороняв публічне використання радянської та фашистської символіки. Аналогічні закони були прийняті у січні 2007 року в Естонії, та у червні 2008 в Литві
У березні 2015 року Верховна Рада України засудила комунізм і заборонила публічне використання комуністичної символіки та проголосувала за постанову про зміну назви об'єктів названих на честь комуністичних діячів.
17 липня 2025 року, як повідомило новинне агентство Euractiv, Президент Чехії Петр Павел підписав поправку до Кримінального кодексу країни, яка криміналізує пропаганду комунізму, ставлячи її на один рівень з нацистською пропагандою.

### Засудження у виступах голів держав
Рівність між комунізмом і нацизмом прозвучала і в офіційній заяві президента США Джорджа Буша, який сказав таке:

| В XX столітті зло радянського комунізму й нацистського фашизму було розгромлено і свобода поширилася в усьому світі в ході появи нових демократійОригінальний текст (англ.) In the 20th century, the evils of Soviet communism and Nazi fascism were defeated and freedom spread around the world as new democracies emerged. |
| |

Президент України Віктор Ющенко на відкритті Меморіалу пам'яті жертв Голодомору на Харківщині сказав:

| Мій народ сьогодні нікого не звинувачує. Ми не звинувачуємо будь-яку державу, ми звинувачуємо комуністичний режим, якого, на щастя, сьогодні вже немає. Все, що робила тоді Комуністична партія, було направлено на знищення нашої нації. |
| |

### Резолюція Ради Європи
У 2006 році була прийнята Резолюція Парламентської Асамблеї Ради Європи, яка однозначно засудила злочини комуністичних тоталітарних режимів. Зокрема у резолюції говориться:
|  | "Для усіх без винятку тоталітарних комуністичних режимів, які правили в Центральній та Східній Європі у минулому столітті, і які ще знаходяться при владі у декількох країнах світу, є характерним масове порушення прав людини. Ці порушення були різними у різних націях, країнах та в різні історичні періоди і включали як індивідуальні, так і групові вбивства та страти людей, смерть у концентраційних таборах, голодомор, депортації, тортури, використання рабської праці та інших форм масового фізичного терору, переслідування з етнічних та релігійних причин, зазіхання на свободу совісті, право мати свою думку і висловлювати її, свободу слова і також відсутність політичного плюралізму" |

У резолюції Парламентської Асамблеї також акцентовано увагу на тому, що
|  | знання історії є умовою недопущення подібних злочинів у майбутньому. Більш того, моральна оцінка і засудження вчинених злочинів відіграє важливу роль при вихованні підростаючих поколінь |

У ряді країн Європи, в тому числі й Україні існують пам'ятники та меморіальні комплекси пам'яті жертв комуністичних режимів, або окремих їхніх злочинів. Загалом на території колишнього СРСР активісти нараховують 1213 пам'ятників та пам'ятних дощок. Декілька таких пам'ятників існує і на території Росії.
В той самий час на території колишнього СРСР існують і пам'ятники ідеологам та діячам комунізму. Зокрема в Україні станом на 2009 рік існує понад 2 тисячі пам'ятників діячам тоталітарної доби.

## Прогнози переходу до комуністичної форми суспільства
Прогнозисти зазвичай відносили побудову комунізму на 10-20 років від дати прогнозу. В. І. Ленін в 1920 році відносив побудову комунізму до 30-х — 40-х років XX століття. Перший секретар ЦК КПРС М. С. Хрущов оголосив у жовтні 1961 року на XXII з'їзд КПРС, що до 1980 році в СРСР буде створена матеріальна база комунізму — «Нинішнє покоління радянських людей житиме при комунізмі!».

## Комунізм як політика

### Міждержавні комуністичні блоки
- Рада Економічної Взаємодопомоги (РЕВ) 1949—1991
- Організація Варшавського Договіру (ОВД) 1955—1991

### Спроби політично-державного втілення у практиці
- СРСР
- Куба
- КНР
- КНДР
- Демократична Кампучія
- В'єтнам
- Ефіопія

### Негативні наслідки реалізації на практиці в СРСР
- Громадянська війна 1917—1921
- Голод в СРСР 1932—1933
- Колективізація та розкуркулення

## Першоджерела
- Томас Мор, Таммазо Кампанелла. Утопія. Місто Сонця (пер. з лат.) — Київ: «Дніпро», 1988. — 207 с.
- Фрідріх Енґельс. Основні засади комунїзму (пер. з нім.) — Вінніпеґ: Накладом «Робочого народа», 1918. — 50 с.
- Карл Маркс, Фрідріх Енґельс. Маніфест комуністичної партії (пер. з нім.) // Вибрані твори. Том 1. — Київ: Партвидав ЦК КП(б)У, 1936. — С.151-189